# Stegana tenebrosa
Stegana tenebrosa är en tvåvingeart som först beskrevs av Walker 1865.  Stegana tenebrosa ingår i släktet Stegana och familjen daggflugor. Inga underarter finns listade i Catalogue of Life.